# Karl Spruner

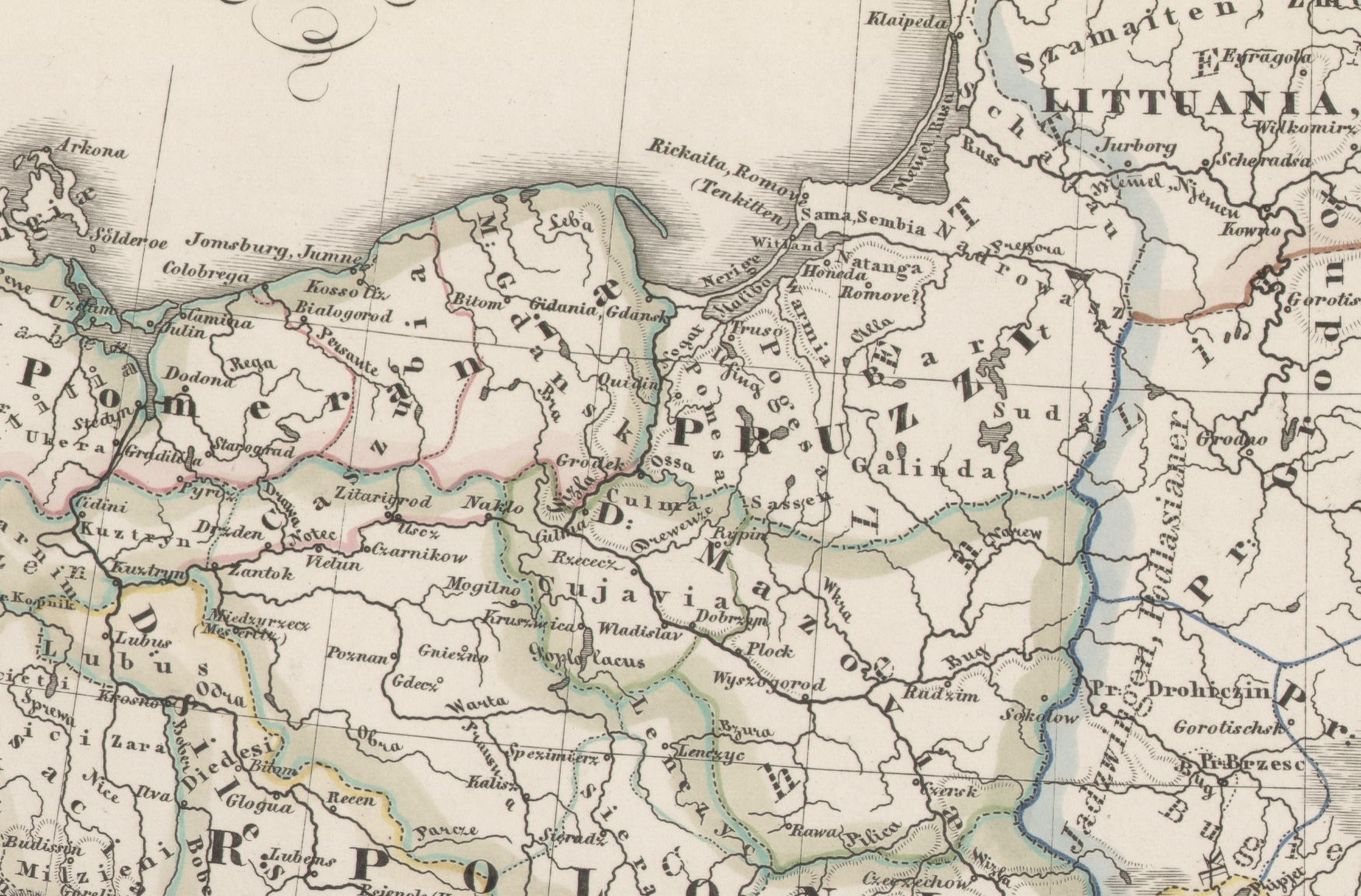
Pommerellen: Slaviska folk intill 1125, karta av Karl Spruner

Karl Spruner von Merz, född 15 november 1803 i Stuttgart, död 24 augusti 1892 i München, var en tysk historiker och kartograf.
Han blev med tiden bayersk infanterigeneral och medlem av historiska kommissionen. Han utgav en stor historisk-geografisk handatlas (1837-52, andra och tredje upplagan av Theodor Menke; Atlas antiquus, fjärde upplagan 1893 ff. av Wilhelm Sieglin) samt kartsamlingar för skolor och historiska kartor över bland annat Bayern och Österrike.